# Штефані Феґеле
Штефані Феґеле (нім. Stefanie Vögele; нар. 10 березня 1990) — швейцарська професійна тенісистка. Найвища позиція в одиночному рейтингу — 42, досягнута 11 листопада 2013. Найвища позиція в парному рейтингу — 103, досягнута 12 січня 2015.

## Фінали турнірів WTA

### Одиночний розряд: 1 (1 runner-up)
| Легенда                             |
| ----------------------------------- |
| Турніри Великого шолома (0–0)       |
| Турніри WTA Tour (0–0)              |
| Premier Mandatory & Premier 5 (0–0) |
| Premier (0–0)                       |
| International (0–1)                 |

| Фінали за покриттям |
| ------------------- |
| Тверде (0–1)        |
| Ґрунт (0–0)         |
| Трава (0–0)         |
| Килим (0–0)         |

| Результат | Ранг | Дата           | Турнір                                     | Покриття | Опоненти     | Рахунок            |
| --------- | ---- | -------------- | ------------------------------------------ | -------- | ------------ | ------------------ |
| Поразка   | 1.   | 3 березня 2018 | Abierto Mexicano TELCEL, Acapulco, Мексика | Тверде   | Леся Цуренко | 7–5, 6–7(5–7), 2–6 |

### Парний розряд: 1 (1 runner-up)
| Легенда                             |
| ----------------------------------- |
| Турніри Великого шолома (0–0)       |
| Турніри WTA Tour (0–0)              |
| Premier Mandatory & Premier 5 (0–0) |
| Premier (0–0)                       |
| International (0–1)                 |

| Результат | Ранг | Дата           | Турнір                                      | Покриття | Партнер       | Опоненти                        | Рахунок  |
| --------- | ---- | -------------- | ------------------------------------------- | -------- | ------------- | ------------------------------- | -------- |
| Поразка   | 1.   | 18 лютого 2012 | Copa Colsanitas Santander, Bogotá, Колумбія | Ґрунт    | Mandy Minella | Ева Бірнерова Олександра Панова | 2–6, 2–6 |

## Фінали ITF (13–13)

### Одиночний розряд (8–7)
| Легенда          |
| ---------------- |
| Турніри $100,000 |
| Турніри $75,000  |
| Турніри $50,000  |
| Турніри $25,000  |
| Турніри $15,000  |
| Турніри $10,000  |

| Фінали за покриттям |
| ------------------- |
| Тверде (5–3)        |
| Ґрунт (2–2)         |
| Трава (0–1)         |
| Килим (1–1)         |

| Результат | Ранг | Дата              | Турнір                           | Покриття   | Опонент             | Рахунок            |
| --------- | ---- | ----------------- | -------------------------------- | ---------- | ------------------- | ------------------ |
| Перемога  | 1.   | 2 грудня 2006     | Тель-Авів-Яфо, Ізраїль           | Тверде     | Marlot Meddens      | 6–3, 6–4           |
| Поразка   | 1.   | 4 лютого 2007     | Бельфор, Франція                 | Килим      | Virginie Pichet     | 6–2, 0–6, 2–6      |
| Поразка   | 2.   | 24 березня 2007   | Мумбаї, Індія                    | Тверде     | Акгуль Аманмурадова | 0–6, 5–7           |
| Перемога  | 2.   | 31 березня 2007   | Гайдарабад (місто, Індія), Індія | Тверде     | Amber Liu           | 5–7, 7–5, 6–3      |
| Перемога  | 3.   | 15 липня 2007     | Торунь, Польща                   | Ґрунт      | Alexandra Dulgheru  | 6–2, 4–6, 7–5      |
| Поразка   | 3.   | 22 липня 2007     | Дніпро (місто), Україна          | Ґрунт      | Алізе Корне         | 4–6, 3–6           |
| Поразка   | 4.   | 1 листопада 2008  | Нант, Франція                    | Тверде     | Весна Долонц        | 3–6, 2–6           |
| Поразка   | 5.   | 10 травня 2009    | Бухарест, Румунія                | Ґрунт      | Андреа Петкович     | 3–6, 2–6           |
| Поразка   | 6.   | 6 червня 2009     | Ноттінгем, Велика Британія       | Трава      | Maria Elena Camerin | 2–6, 6–4, 1–6      |
| Перемога  | 4.   | 27 березня 2011   | Бат (Англія), Велика Британія    | Тверде (i) | Marta Domachowska   | 6–7(3–7), 7–5, 6–2 |
| Поразка   | 7.   | 17 вересня 2012   | Шрусбері, Велика Британія        | Тверде (i) | Анніка Бек          | 2–6, 4–6           |
| Перемога  | 5.   | 24 вересня 2012   | Клермон-Ферран, Франція          | Тверде (i) | Татьяна Марія       | 6–4, 6–1           |
| Перемога  | 6.   | 25 листопада 2012 | Toyota, Японія                   | Килим (i)  | Дате-Крумм Кіміко   | 7–6(9–7), 6–4      |
| Перемога  | 7.   | 31 січня 2016     | Андрезьє-Бутеон, Франція         | Тверде (i) | Ан-Софі Месташ      | 6–1, 6–2           |
| Перемога  | 8.   | 15 липня 2018     | Contrexeville, Франція           | Ґрунт      | Сара Соррібес Тормо | 6–4, 6–2           |

### Парний розряд (5–6)
| Легенда          |
| ---------------- |
| Турніри $100,000 |
| Турніри $75,000  |
| Турніри $50,000  |
| Турніри $25,000  |
| Турніри $15,000  |
| Турніри $10,000  |

| Фінали за покриттям |
| ------------------- |
| Тверде (2–2)        |
| Ґрунт (2–4)         |
| Трава (0–0)         |
| Килим (1–0)         |

| Результат | Ранг | Дата            | Турнір                    | Покриття   | Партнер                       | Опоненти                                       | Рахунок                |
| --------- | ---- | --------------- | ------------------------- | ---------- | ----------------------------- | ---------------------------------------------- | ---------------------- |
| Поразка   | 1.   | 29 вересня 2006 | Салоніки, Греція          | Ґрунт      | Амра Садікович                | Ніколе Клеріко Олександра Панова               | 4–6, 6–7(8–10)         |
| Поразка   | 2.   | 23 березня 2007 | Мумбаї, Індія             | Тверде     | Olga Panova                   | Акгуль Аманмурадова Ніна Братчикова            | 2–6, 3–6               |
| Перемога  | 1.   | 14 липня 2007   | Торунь, Польща            | Ґрунт      | Sandra Martinović             | Магдалена Кіщиньська Наталія Колат             | 2–6, 6–4, 6–3          |
| Перемога  | 2.   | 29 березня 2008 | Ла-Пальма, Іспанія        | Тверде     | Бейгельзимер Юлія Емануїлівна | Estrella Cabeza Candela Сільвія Солер Еспіноза | 7–5, 7–6(7–5)          |
| Перемога  | 3.   | 6 квітня 2008   | Гамбург, Німеччина        | Килим (i)  | Бейгельзимер Юлія Емануїлівна | Вероніка Хвойкова Андреа Сестіні Главачкова    | 7–6(7–3), 6–2          |
| Поразка   | 3.   | 11 травня 2008  | Джунія, Ліван             | Ґрунт      | Крістіна Кучова               | Ніна Братчикова Вероніка Капшай                | 5–7, 6–3, [6–10]       |
| Поразка   | 4.   | 13 липня 2008   | Загреб, Хорватія          | Ґрунт      | Бейгельзимер Юлія Емануїлівна | Марет Ані Jelena Kostanić Tošić                | 4–6, 2–6               |
| Поразка   | 5.   | 1 серпня 2008   | Ріміні, Італія            | Ґрунт      | Kathrin Wörle                 | Mara Santangelo Роберта Вінчі                  | 1–6, 4–6               |
| Перемога  | 4.   | 3 липня 2011    | Кунео, Італія             | Ґрунт      | Mandy Minella                 | Ева Бірнерова Весна Долонц                     | 6–3, 6–2               |
| Перемога  | 5.   | 22 вересня 2012 | Шрусбері, Велика Британія | Тверде     | Весна Долонц                  | Кароліна Плішкова Крістина Плішкова            | 6–1, 6–7(3–7), [15–13] |
| Runner–up | 6.   | 15 жовтня 2012  | Лімож, Франція            | Тверде (i) | Ірена Павлович                | Маґда Лінетте Сандра Заневська                 | 1–6, 7–5, 5–10         |

## Виступи у турнірах Великого шолома

### Одиночний розряд
| Турніри Великого шолома                |     |     |     |     |     |     |     |     |     |     |     |      |
| Відкритий чемпіонат Австралії з тенісу | К2р | К3р | 2р  | К1р | 1р  | 1р  | 2р  | 2р  | К2р | 2р  | К3р | 4–6  |
| Відкритий чемпіонат Франції з тенісу   | К2р | К2р | 1р  | К3р | К2р | 3р  | 2р  | 1р  | К2р | A   | 1р  | 3–5  |
| Вімблдонський турнір                   | К1р | 1р  | 1р  | К1р | К2р | 1р  | 1р  | 1р  | 1р  | A   | 1р  | 0–7  |
| Відкритий чемпіонат США з тенісу       | 1р  | 2р  | 1р  | К2р | 1р  | 1р  | 1р  | К1р | 1р  | К2р |     | 1–7  |
| Win–Loss                               | 0–1 | 1–2 | 1–4 | 0–0 | 0–2 | 2–4 | 2–2 | 1–3 | 0–2 | 1–1 | 0–2 | 8–25 |
| Titles                                 | 0   | 0   | 0   | 0   | 0   | 0   | 0   | 0   | 0   | 0   | 0   |      |
| Рейтинг на кінець року                 | 130 | 76  | 127 | 138 | 113 | 44  | 78  | 122 | 114 | 152 |     |      |

### Парний розряд
| Турніри Великого шолома          |     |     |     |     |     |      |
| Австраліяn Open                  |     |     | 1р  | 2р  | 1р  | 1–3  |
| French Open                      |     | 2р  | 1р  | 2р  | A   | 2–3  |
| Вімблдонський турнір             |     |     | 1р  | 3р  | 1р  | 2–3  |
| Відкритий чемпіонат США з тенісу | 2р  | 1р  | 1р  | 1р  | A   | 1–4  |
| Win–Loss                         | 1–1 | 1–2 | 0–4 | 4-4 | 0-2 | 6–13 |
| Titles                           | 0   | 0   | 0   | 0   | 0   | 0    |